# Joseph Boehm

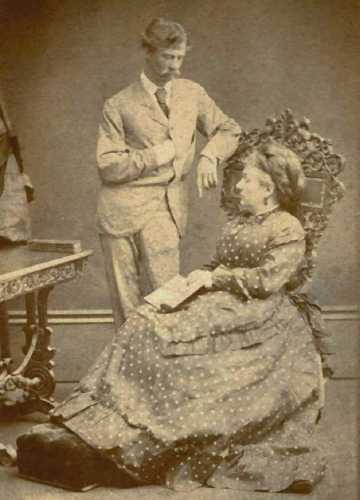
Joseph Boehm och prinsessan Louise

Sir Joseph Edgar Boehm (ursprungligen Böhm), född 6 juli 1834 i Wien, död den 12 december 1890 i London, var en brittisk bildhuggare, son till Joseph Daniel Böhm.
Joseph Boehhm ägnade sig med framgång åt medaljgravyr och gjorde studieresor till Italien och Paris samt bosatte sig 1862 i London, där han vann stort anseende som bildhuggare. Bland Boehms verk finns ryttarstatyer av prinsen av Wales (i Bombay) och lord Napier (i Calcutta), statyer av John Bunyan (i Bedford), Thomas Carlyle (sittande), prins Albert (liggande; i Saint George’s Chapel, general Gordon (liggande; i Saint Pauls-katedralen), generalfältmarskalk Burgoyne (på Waterloo Place, London), John Russell (i parlamentshuset), Charles Darwin, drottning Viktoria, monument över kejsar Fredrik III (i Windsor) och flera porträttbyster.